# Adolf Daimler

Adolf Daimler um 1910

Adolf Daimler (* 8. September 1871 in Karlsruhe; † 24. März 1913 in Tübingen) war der Sohn von Gottlieb Daimler sowie Direktor und Mitinhaber der Daimler-Motoren-Gesellschaft.

## Biografie

### Frühe Jahre
Adolf Daimler wurde als zweiter Sohn Gottlieb Daimlers, damals Vorstand der Karlsruher Maschinenbaugesellschaft, am 8. September 1871, in der damaligen badischen Hauptstadt Karlsruhe geboren.
Die Kindheit verbrachte er in Köln, während der Zeit, als sein Vater dort technischer Direktor der Gasmotoren-Fabrik Deutz war.
1882 übersiedelte sein Vater nach Cannstatt, um dort seine Versuchswerkstätte zu gründen. Dort besuchte Adolf Daimler die nahe gelegene Königliche Realanstalt zu Stuttgart, auf der er im Jahre 1891 mit Erfolg seine Reifeprüfung ablegte. Nach kurzer Arbeit in der Maschinenfabrik Esslingen, auf Anraten seines Vaters zur praktischen Vorbereitung auf das Studium, studierte er von 1895 bis 1898 Maschinenbauwesen an der TH Stuttgart. Während dieser Zeit trat er der dortigen Burschenschaft Hilaritas bei, bei der er zeit seines Lebens Mitglied blieb.

### Berufsleben bei der Daimler-Motoren-Gesellschaft
Im Jahre 1899 trat er in die Daimler-Motoren-Gesellschaft (DMG) ein, welche bereits 1890 durch seinen Vater Gottlieb Daimler als technischen Leiter gegründet wurde. Ab 1900 war er schließlich Oberingenieur und Prokurist. Im Jahre 1904 wurde er stellvertretendes Vorstandsmitglied. 1907 führte er seinen raschen Aufstieg weiter fort zu einer der höchsten leitenden Stellungen, dem Direktor der Betriebsabteilung. Gleichzeitig wurde er in den Vorstand der Gesellschaft berufen. Dort leitete er sehr erfolgreich die weitverzweigte Betriebsabteilung der Firma. Durch seine Arbeit prägte er die Entwicklung der DMG entscheidend mit.

### Früher Tod
Nach einem längeren Leiden starb er, 41 Jahre alt, am 24. März 1913 in der Universitätsstadt Tübingen. Seine Beerdigung fand am 26. März 1913 auf dem Cannstatter Uff-Kirchhof statt, auf dem sein Vater bereits einige Jahre zuvor zur letzten Ruhe gebettet wurde. Die Bedeutung Adolf Daimlers wird auch durch die Personen, welche Grabreden hielten, unterstrichen. Nach dem Pfarrer hielten der damalige Direktor der DMG, der Direktor der DMG Zweigniederlassung Berlin-Marienfelde, der Vorsitzende des Altherrenverbandes und der Sprecher der Aktivitas der Burschenschaft Hilaritas, Robert Bosch für den Verein Deutscher Motorfahrzeug-Industrieller sowie die Vorsitzenden des Württembergischen Flugsportclubs und des Württembergischen Automobilclubs eine Grabrede. Daimlers Grab wurde 2005 aufgelassen und die Grabstelle später teilweise neu belegt.

### Sonstiges
- Verheiratet mit Frau Marie Daimler (geb. Schuler)
- Mitarbeit bei der „Organisation der Arbeitgeber“
- Zweiter Vorsitzender der Württembergischen Metallindustriellen
- wenige Tage vor Tod: in Aufsichtsrat der Maschinenfabrik Esslingen berufen
- Oberleutnant d.R. im Feld-Artillerie-Regiment No. 29
- Vorsitzender des Altherrenverbandes der Burschenschaft Hilaritas bis zum Tod
- Mitbegründer des Württembergischen Automobilclubs
- Vorstandsmitglied des Württembergischen Flugsport-Clubs
- Vorstandsmitglied des Württembergischen Luftschiffer-Vereins
- Unterstützer von „Organisation zur Förderung des Flugsports und der Luftschifffahrt“

## Ehrungen
- Ritterkreuz 1. Klasse des Württembergischen Friedrichordens
- Preußischer Roter Adlerorden 4. Klasse
- mehrere ausländische Orden